# Zvonarics Mihály
Zvonarics Mihály (Sárvár, 1570. – Sárvár, 1625. február 27.) a Dunántúli evangélikus egyházkerület szuperintendense (azaz püspöke) 1620-tól haláláig. Zvonarics Imre bátyja, Zvonarics György apja.

## Élete
Tanulmányait Csepregen, Komáromban és Nagyőrben (Sztrázsán) végezte. 1590-ben sopronkeresztúri rektor, 1595-ben felsőszakonyi, 1597-ben nagycenki, 1605-ben sárvári pap és egyszersmind Nádasdy Pál udvari papja lett, a sárvári egyházmegye is megválasztotta esperesnek még ebben az évben. 1620-ben a Sopron-vasmegyei evangélikus egyházkerület szuperintendenssé választotta. Verses életrajzban örökítette meg emlékét veje, Lethenyei István.

## Művei
- Pápa nem pápa. Keresztur, 1603 (Osiander András után ford.)
- Magyar postillat. Első része Csepreg, 1627. Második része Csepreg, 1628
- Az Úr vacsorája üdvösséges tudományának útába való rövid bemutatás. Csepregben nyomtattatott Farkas Imre által, maga költségén, 1643. esztendőben; szerk. H. Hubert Gabriella, tan. Csepregi Zoltán; Evangélikus Országos Gyűjtemény–Luther, Budapest, 2020 (Evangélikus gyűjteményi kiadványok. Új sorozat, B-sorozat)